# Broncho Billy's Sentence
Broncho Billy's Sentence è un cortometraggio muto del 1915 scritto, prodotto, interpretato e diretto da Gilbert M. 'Broncho Billy' Anderson.

## Produzione
Il film fu prodotto dalla Essanay Film Manufacturing Company. Venne girato a Niles. Gilbert M. 'Broncho Billy' Anderson, fondatore della casa di produzione Essanay (che aveva la sua sede a Chicago), aveva individuato nella cittadina californiana di Niles il luogo ideale per trasferirvi una sede distaccata della casa madre. Niles diventò, così, il set dei numerosi western prodotti da Anderson.

## Distribuzione
Distribuito dalla General Film Company, il film - un cortometraggio in una bobina - uscì nelle sale cinematografiche USA il 13 febbraio 1915.
Copia della pellicola è conservata nella Blackhawk Films collection appartenente agli archivi della Film Preservation Associates. Il film è stato riversato in VHS e distribuito negli Stati Uniti dalla Grapevine Video e dall'Unknown Video. Quest'ultima casa lo ha pubblicato anche in DVD, con il sistema NTSC, inserendolo in un'antologia dal titolo Nickelodia, Volume 1 (1911-1915) della durata complessiva di 110 minuti e distribuita il 26 aprile 2006.